# Terrence Jennings (taekwondoka)
Terrence Jennings (Arlington, 28 luglio 1986) è un taekwondoka statunitense.

## Palmarès

### Olimpiadi
- 1 medaglia:
  - 1 bronzo (Londra 2012 nei 68 kg)

### Giochi panamericani
- 1 medaglia:
  - 1 bronzo (Guadalajara 2011 nei 68 kg)